# Кэмпбелл, Уолтер
Уолтер Ислэй Хэмилтон Версхойл-Кэмпбелл (англ. Walter Islay Hamilton Verschoyle-Campbell; 14 октября 1886, Дублин — 11 июля 1967, Дублин) — ирландский хоккеист на траве, полузащитник. Серебряный призёр летних Олимпийских игр 1908 года.

## Биография
Уолтер Кэмпбелл родился 14 октября 1886 года в британском городе Дублин (сейчас в Ирландии).
Учился в Дублинском университете, играл в хоккей на траве за университетскую команду.
В 1908 году вошёл в состав сборной Ирландии по хоккею на траве на летних Олимпийских играх в Лондоне и завоевал серебряную медаль, которая пошла в зачёт Великобритании, в состав которой тогда входила Ирландия. Играл на позиции полузащитника, провёл 2 матча, мячей не забивал.
Умер 11 июля 1967 года в Дублине.